# Aphis erigerontis
Aphis erigerontis är en insektsart. Aphis erigerontis ingår i släktet Aphis och familjen långrörsbladlöss. Enligt den finländska rödlistan är arten akut hotad i Finland. Artens livsmiljö är åsmoskogar. Inga underarter finns listade i Catalogue of Life.